# 306-os busz
A 306-os számú elővárosi autóbusz Dunakeszi, Auchan áruház és Dunakeszi, Barátság utca 9. között közlekedik. Munkanapokon egy járat Újpest-Városkapuig hosszabbítva jár. Fő célja, hogy a 305-ös járatot a lakótelep és az áruház között kiegészítse. Legfőképp hétvégi napokon közlekedik, így két-három pár 305-ös járattól eltekintve szombaton és vasárnap a 306-os busz az egyetlen járat, mellyel az Auchan Dunakesziről közösségi közlekedéssel megközelíthető. A járat a BB szakaszhatártól a Budapest Bérlettel igénybe vehető.
Az Auchan Áruház zárva tartása esetén a járat nem közlekedik.
2009. június 16-án Dunakeszi térségében is bevezették a budapesti agglomerációs forgalmi térségben alkalmazott egységes járatszámozásos rendszert. A 306-os járat a 305-ös járattal együtt korábban a 2006-os számú járatba volt integrálva, most viszont egyedi jelzésként a 306-ost kapta.

## Megállóhelyei
| 306 ((Budapest, Újpest-Városkapu ←) Dunakeszi, Auchan Áruház – Dunakeszi, Barátság utca 9.) | 306 ((Budapest, Újpest-Városkapu ←) Dunakeszi, Auchan Áruház – Dunakeszi, Barátság utca 9.) | 306 ((Budapest, Újpest-Városkapu ←) Dunakeszi, Auchan Áruház – Dunakeszi, Barátság utca 9.)                 | 306 ((Budapest, Újpest-Városkapu ←) Dunakeszi, Auchan Áruház – Dunakeszi, Barátság utca 9.) | 306 ((Budapest, Újpest-Városkapu ←) Dunakeszi, Auchan Áruház – Dunakeszi, Barátság utca 9.) | 306 ((Budapest, Újpest-Városkapu ←) Dunakeszi, Auchan Áruház – Dunakeszi, Barátság utca 9.) | 306 ((Budapest, Újpest-Városkapu ←) Dunakeszi, Auchan Áruház – Dunakeszi, Barátság utca 9.) | 306 ((Budapest, Újpest-Városkapu ←) Dunakeszi, Auchan Áruház – Dunakeszi, Barátság utca 9.) |
| Perc (↓)                                                                                    | Megállóhely                                                                                 | Perc (↑) | Perc (↑)                                                                                    | Átszállási kapcsolatok |                                                                                             |                                                                                             |                                                                                             |
| ------------------------------------------------------------------------------------------- | ------------------------------------------------------------------------------------------- | --- | ------------------------------------------------------------------------------------------- | --- | ------------------------------------------------------------------------------------------- | ------------------------------------------------------------------------------------------- | ------------------------------------------------------------------------------------------- |
|                                                                                             | Budapest, Újpest-Városkapu (XIII. kerület) érkező végállomás                                | | 28                                                                                          | 104, 104A, 121, 122E, 196, 196A, 204 300, 302, 303, 305, 308, 309, 310, 312, 313, 314, 315, 316, 318, 319, 320, 321, 872, 880, 882, 883, 884, 889, 890, 893 1010, 1011, 1013, 1014 S72 Z72 S76 |                                                                                             |                                                                                             |                                                                                             |
| Budapest, Károlyi István utca                                                               | 26                                                                                          | 104, 104A, 196, 204 300, 301, 302, 303, 305, 308, 309, 310, 311, 312                                        |                                                                                             | |                                                                                             |                                                                                             |                                                                                             |
| Budapest, Zsilip utca                                                                       | 25                                                                                          | 104, 104A, 196, 204 300, 301, 302, 303, 305, 308, 309, 310, 311, 312                                        |                                                                                             | |                                                                                             |                                                                                             |                                                                                             |
| Budapest, Tungsram                                                                          | 24                                                                                          | 96, 104, 104A, 204 300, 301, 302, 303, 305, 308, 309, 310, 311, 312, 872, 880, 882, 883, 884, 889, 890, 893 |                                                                                             | |                                                                                             |                                                                                             |                                                                                             |
| Budapest, Fóti út                                                                           | 23                                                                                          | 96, 104, 104A, 204 300, 301, 302, 303, 305, 308, 309, 310, 311, 312, 872, 880, 882, 883, 884, 889, 890, 893 |                                                                                             | |                                                                                             |                                                                                             |                                                                                             |
| Budapest, Ungvári utca                                                                      | 22                                                                                          | 104, 104A, 204 300, 301, 302, 303, 305, 308, 309, 310, 311, 312                                             |                                                                                             | |                                                                                             |                                                                                             |                                                                                             |
| Budapest, Bagaria utca                                                                      | 21                                                                                          | 104, 104A, 204 300, 301, 302, 303, 305, 308, 309, 310, 311, 312                                             |                                                                                             | |                                                                                             |                                                                                             |                                                                                             |
| Budapest–Dunakeszi közigazgatási határa                                                     |                                                                                             | |                                                                                             | |                                                                                             |                                                                                             |                                                                                             |
| 0                                                                                           | Dunakeszi, Auchan Áruház végállomás                                                         | 13 | 14                                                                                          | 104, 126 305 |                                                                                             |                                                                                             |                                                                                             |
| 2                                                                                           | Dunakeszi, Pallag utca                                                                      | 11 | 11                                                                                          | 305 |                                                                                             |                                                                                             |                                                                                             |
| 5                                                                                           | Dunakeszi, városháza                                                                        | 7 | 7                                                                                           | 300, 301, 302, 303, 305 |                                                                                             |                                                                                             |                                                                                             |
| 6                                                                                           | Dunakeszi, Szakorvosi Rendelő                                                               | 5 | 5                                                                                           | 300, 301, 302, 303, 305, 324, 325, 371 |                                                                                             |                                                                                             |                                                                                             |
| ∫                                                                                           | Dunakeszi, benzinkút                                                                        | 4 | 4                                                                                           | 300, 302, 305, 324, 325, 371 |                                                                                             |                                                                                             |                                                                                             |
| ∫                                                                                           | Dunakeszi, templom                                                                          | 3 | 3                                                                                           | 300, 301, 302, 305, 371 |                                                                                             |                                                                                             |                                                                                             |
| ∫                                                                                           | Dunakeszi, Barátság utca 39.                                                                | 1 | 1                                                                                           | 302, 303, 305, 324, 325, 371 |                                                                                             |                                                                                             |                                                                                             |
| 8                                                                                           | Dunakeszi, Barátság utca 9. végállomás                                                      | 0 | 0                                                                                           | 302, 303, 305, 324, 325, 371 |                                                                                             |                                                                                             |                                                                                             |